# برادران کارامازوف (فیلم ۱۹۵۸)
برادران کارامازوف (انگلیسی: The Brothers Karamazov) فیلمی به کارگردانی ریچارد بروکس است که در سال ۱۹۵۸ منتشر شد.

## بازیگران
- یول برینر
- ماریا شل
- کلیر بلوم
- لی جی. کاب
- ویلیام شاتنر
- دیوید اپاتوشو
- سیمون اوکلند
- آلبر سلمی
- جودیت اولین